# Chaux-lès-Clerval
Chaux-lès-Clerval korábbi község (település) Franciaországban, Doubs megyében. 2019. január 1-jén Pays-de-Clerval új község része lett.
Lakosainak száma 163 fő (2018. január 1.). Chaux-lès-Clerval Clerval, Roche-lès-Clerval, Anteuil, Branne és Crosey-le-Grand községekkel határos.

## Népesség
A település népességének változása:
| Lakosok száma | 151  | 164  | 181  | 189  | 183  | 191  | 172  | 159  | 155  | 163  |
|               | 1968 | 1975 | 1982 | 1999 | 2006 | 2011 | 2013 | 2016 | 2017 | 2018 |